# Земское училище (Лемеши)
Земское училище или Дом Лемешовской земской школы — памятник архитектуры местного значения в Лемешах. Сейчас здание не используется. 

## История
Решением исполкома Черниговского областного совета народных депутатов от 12.02.1985 № 75 присвоен статус памятник архитектуры местного значения с охранным № 26-Чг под названием Земское училище. Установлена информационная доска «Земское народное училище». 

## Описание
Дом Лемешовской земской школы (училища) — пример архитектуры украинского народного стиля начала XX века на Черниговщине. Вызвал положительные отзывы в прессе, в частности, художника и этнографа Г. А. Коваленко.
Здание земской школы было построено в период 1909–1910 годы на средства Г. К. Разумовского по проекту инженера И. М. Якубовича под надзором Буштедта в память про Н. Д. Разумовскую (мать А. Г. и К. Г. Разумовских). Зданием было построено на месте, где в начале XVIII века стоял дом Розумов (Разумовских).  
Одноэтажный, каменный из красного кирпича, с двухколонным монолитного железобетона крыльцом и большим шестиугольной формы порталом и окнами, прямоугольный в плане дом, с четырёхскатной крышей. Крыльцо с треугольным фронтоном, который оформлен декоративной резьбой, а в тимпане фронтона помещена доска с надписью: «Земское начальное народное училище 1910 г». В окаймлении окон впервые в крестьянском строительстве в Украине использовано сборные железобетонные блоки. Фасады украшены орнаментальными цементными плитками и зелёными майоликовыми вставками, которые наподобие плахты укрывают части стен. Карнизы дома и крыльца опираются на кронштейны (консоли).
Сейчас здание не используется. Ранее здесь размещалось с/х предприятие «Агрофирма имени Разумовских». У входа на фасаде размещался стенд «Из завещания Кирилла Разумовского».